# Cyromazin
Cyromazin ist ein Triazin-Derivat, die als Larvizid mit Kontaktwirkung in zahlreichen Pflanzenschutzmitteln eingesetzt wird.

## Wirkungsweise
Cyromazin hemmt die Häutung und Verpuppung von bestimmten Insektenlarven. Für erwachsene Bienen ist es ungefährlich. Bei der Anwendung wird es sowohl von Blättern als auch Wurzeln der Pflanzen aufgenommen und zeigt daher einen systemischen Effekt. Hauptabbauprodukt ist Melamin.

## Synthese
Cyromazin wird ausgehend von Cyanurchlorid durch Reaktionen mit Cyclopropylamin und Ammoniak hergestellt.

## Zulassung
In der Schweiz waren Pflanzenschutzmittel mit Cyromazin für den Einsatz gegen Minierfliegen und Trauermücken in einigen gärtnerischen Kulturen zugelassen. Heute sind dort keine Pflanzenschutzmittel mit diesem Wirkstoff mehr erhältlich. In einigen EU-Staaten, nicht aber in Österreich und Deutschland, sind Pflanzenschutzmittel mit dem Wirkstoff Cyromazin zugelassen.
Cyromazin wird auch in Deutschland und der Schweiz als Biozid zur Bekämpfung von Fliegenlarven in Gülle und Mist eingesetzt.
In der Schweiz gilt für Nüsslisalat ein relativ hoher Rückstandshöchstgehalt von 12 Milligramm Cyromazin pro Kilogramm.